# Cinq-Mars-la-Pile
Cinq-Mars-la-Pile ist eine französische Gemeinde mit 3.943 Einwohnern (Stand 1. Januar 2022). Sie befindet sich in der Region Centre-Val de Loire, im Département Indre-et-Loire und gehört zum Kanton Langeais des Arrondissements Chinon.

## Lage
Cinq-Mars-la-Pile liegt 15 Kilometer westlich von Tours. Die Gemeinde ist 20,11 Quadratkilometer groß und liegt auf 37 bis 101 m Meereshöhe an der Loire. Bei dem Ort überquert die Bahnstrecke Tours–Saint-Nazaire und der 2006 fertiggestellte Abschnitt Bourgueil-Tours der Autoroute A85 den Fluss. Im äußersten Südosten mündet die Bresme in die Loire. Auf dem Gemeindegebiet unterhalten die  Luftstreitkräfte Frankreichs eine Radarstation.

## Bevölkerungsentwicklung
| Jahr                       | 1962 | 1968 | 1975 | 1982 | 1990 | 1999 | 2008 | 2017 |
| Einwohner                  | 2080 | 2032 | 1955 | 2196 | 2370 | 2621 | 3226 | 3566 |
| Quellen: Cassini und INSEE |      |      |      |      |      |      |      |      |

## Sehenswürdigkeiten
- Pile de Cinq-Mars, 30 m hoher römischer Turm, entweder ein Grabdenkmal oder ein Orientierungsturm für die Loire-Schifffahrt, errichtet Ende des 2. Jahrhunderts aus 104.000 Ziegelsteinen mit einer Größe von 33 × 22 cm, ornamental verziert, mit vier Abschlusssäulen an den Ecken
- Château du marquis de Cinq-Mars, Ruine mit zwei Rundtürmen des 12./13. Jahrhunderts und einer Zugangsbrücke, in einem Park des 19. Jahrhunderts
- Kirche Saint-Médard, 10./11. Jahrhundert, romanisch, ein Kirchenschiff mit Tonnengewölbe, ein Querschiff und oktogonalem Vierungsturm, drei Apsiden (zwei am Querschiff, eine am Chor); im 19. Jahrhundert im Innern verändert; Reliquiar mit einer St.-Martin-Reliquie
- Manoir (Herrensitz) an der Rue de la Roche, 15.–18. Jahrhundert

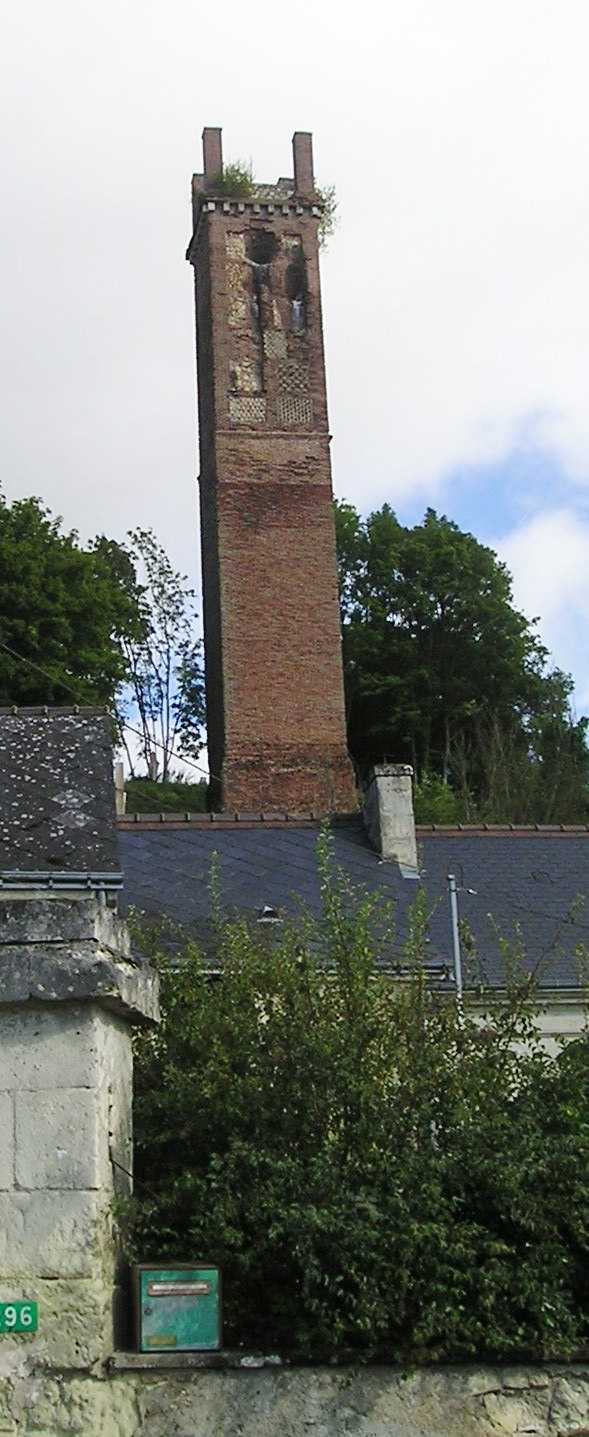
Der römische Turm von Cinq-Mars-la-Pile
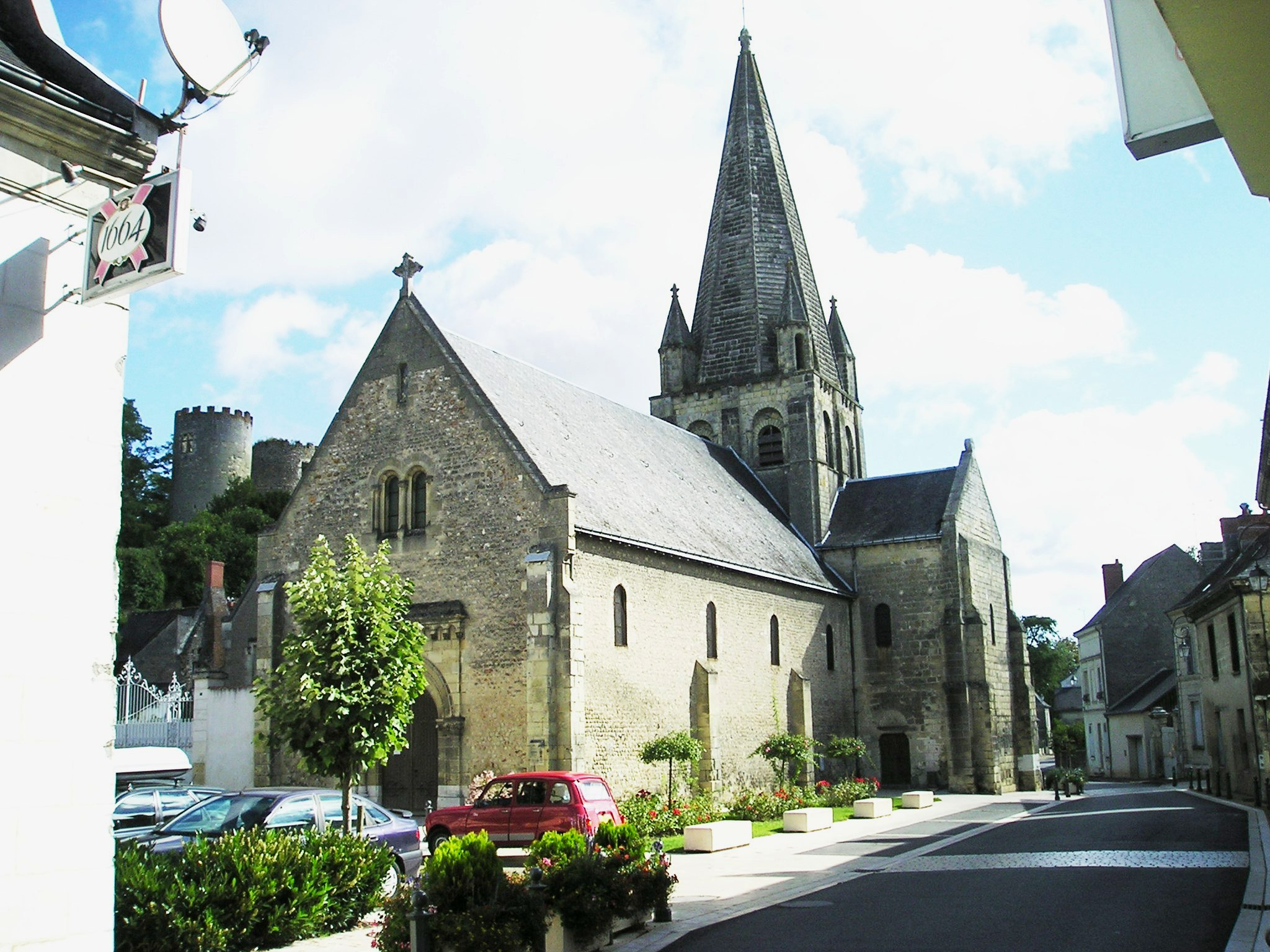
Saint-Médard in Cinq-Mars-la-Pile
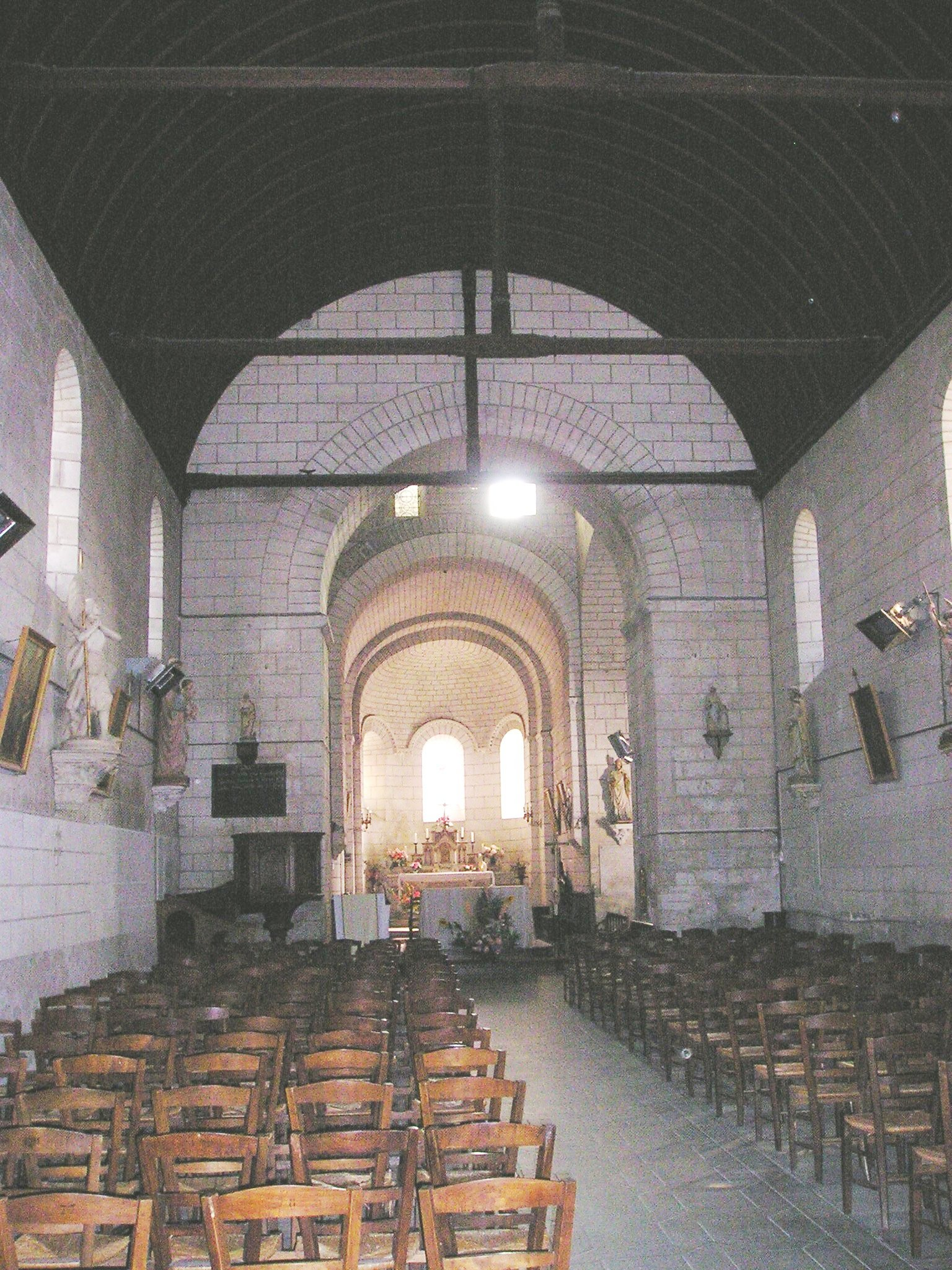
Innenansicht von Saint-Médard

## Sonstiges
Der französische Höfling Henri Coiffier de Ruzé, Marquis de Cinq-Mars, zettelte eine Verschwörung gegen Richelieu an und wurde 1642 in Lyon hingerichtet. Das Geschehen verarbeitete Alfred de Vigny zu dem historischen Roman „Cinq-Mars ou une conjuration sous Louis XIII.“ (1826; 1948 in Deutsch erschienen). Auch Henri Robert verarbeitete diesen Stoff. Von Charles François Gounod stammt die Oper „Cinq-Mars“ (1877).

## Persönlichkeiten
- Charles Barrier (1916–2009), Sternekoch